# Endiandra areolata
Endiandra areolata är en lagerväxtart som beskrevs av Arifiani. Endiandra areolata ingår i släktet Endiandra och familjen lagerväxter. Inga underarter finns listade i Catalogue of Life.